# Casey Sander
Clinton O. "Casey" Sander (6 de julio de 1956) es un actor estadounidense, conocido por su papel como el capitán Jimmy Wennick en la serie Tucker. Su carrera incluye series como, Criminal Minds, The Golden Girls, Grace Under Fire, Home Improvement, Malcolm in the Middle, Buffy the Vampire Slayer, Hunter y Marvin Marvin. También interpreta al padre de Bernadette en la sitcom The Big Bang Theory.

## Biografía
Sander nació en Washington D. C., Estados Unidos. Su padre era un coronel de la Fuerza Aérea. Él estudió en la Nathan Hale High School en Seattle, Washington, como estudiante de segundo año. Sander fue parte del equipo de béisbol de la escuela. 
A pesar de que había rechazado becas de fútbol de Washington y de la Washington State University, que tuvo una temporada sin éxito con Los Ángeles. Sander y Richard Karn asistieron a la escuela secundaria y más tarde a la Roosevelt High School, juntos.
Su primer trabajo importante fue en una publicidad para los Winston Cigarettes. En un artículo de 2005, nombró a Jon Lovitz como uno de sus amigos más cercanos. Sander tiene un hijo llamado Max, y una hija llamada Mimi.